# Кокшалгын
Кокшалгын (каз. рзд. Көкшалғын) — разъезд в Саркандском районе Жетысуской области Казахстана. Входит в состав Лепсинского сельского округа. Код КАТО — 196055500.

## Население
В 1999 году население разъезда составляло 27 человек (14 мужчин и 13 женщин). По данным переписи 2009 года, в разъезде проживало 25 человек (16 мужчин и 9 женщин).